# Operation I
1942

Rabaul –
1. Salamaua-Lae –
Operation N –
Operation MO –
Korallenmeer –
Buna-Gona –
Kokoda Track –
Milne-Bucht –
Goodenough –
Buna-Gona-Sanananda –
Operation Lilliput 
1943

Wau –
Bismarcksee –
I –
2. Salamaua-Lae –
Chronicle –
Finisterre –
Cartwheel –
Bougainville –
Huon –
Neubritannien –
Bombardierung von Rabaul 
1944–1945

Admiralitätsinseln –
Emirau –
Take Ichi Konvoi –
Reckless –
Persecution –
Wakde-Sarmi –
Biak –
Noemfoor –
Driniumor –
Sansapor –
Morotai –
Aitape–Wewak
Südliche Salomonen

1942

Tulagi –
Guadalcanal

1943

Operation I –
Operation Vengeance –
Operation SO und SE
Zentral-Salomonen

1943

New Georgia –
Kula-Golf –
Kolombangara –
Vella-Golf –
Dogeared –
Vella Lavella –
Operation SE
Nördliche Salomonen

1943–1945

Treasury-Inseln –
Choiseul –
Kaiserin-Augusta-Bucht –
Bougainville –
Green Islands
Die Operation I (jap. イ号作戦, igō sakusen) war ein Unternehmen der Kaiserlich Japanischen Marine im Pazifikkrieg während des Zweiten Weltkriegs. Sie dauerte vom 7. bis zum 15. April 1943 und wurde durch die 11. Luftflotte und von  Trägerflugzeugen der 3. Flotte durchgeführt, die Angriffe gegen die Insel Guadalcanal und gegen Port Moresby, die Oro Bay und die Milne Bay im Südosten Neuguineas flogen.

## Vorgeschichte
Auf Neuguinea hatten die Japaner ihre Landeköpfe in der Schlacht um Buna-Gona-Sanananda am 2. Januar 1943 in Buna und am 22. Januar in Sanananda an die Alliierten verloren. In der Operation KE vom 1. bis zum 7. Februar 1943 evakuierten sie ihre Truppen von Guadalcanal. Des Weiteren endete auch die am 28. Februar 1943 begonnene Operation zur Verstärkung der japanischen Armee auf Lae in einem Fehlschlag (Schlacht in der Bismarcksee). In der Nacht vom 5. auf den 6. März wurden zwei japanische Zerstörer, die Nachschubmaterial zur Garnison auf der Insel Kolombangara gebracht hatten, durch eine amerikanische Kampfgruppe versenkt (Schlacht in der Blackettstraße), die danach Kolombangara unter Artilleriebeschuss nahm. Angesichts dieser zahlreichen alliierten Erfolge beabsichtigte die japanische Führung, durch konzentrierte Luftangriffe in den Salomonen und im Osten Neuguineas einen Lageumschwung herbeizuführen. Der Oberkommandierende der Vereinigten Flotte, Admiral Yamamoto Isoroku, übernahm persönlich die Leitung der Operation und verlegte dazu sein Hauptquartier vom Stützpunkt Truk näher zur Front nach Rabaul.

## Verlauf

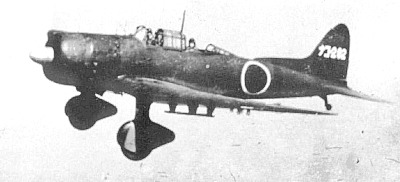
Sturzbomber Aichi D3A2

Am 7. April griffen vom Stützpunkt Buin auf Bougainville aus 66 Sturzkampfbomber vom Typ Aichi D3A, unterstützt von 157 Jägern des Typ Mitsubishi A6M Zero-sen Guadalcanal im größten Luftangriff seit dem Angriff auf Pearl Harbor an. 76 alliierte Jäger vom Henderson Airfield wehrten diesen Angriff ab, wobei sie unter dem Verlust von 7 eigenen Maschinen 12 japanische Jäger und 9 Bomber abschossen. Ein Zerstörer (USS Aaron Ward), eine Korvette und ein Tanker der Alliierten wurden versenkt; ein weiterer Tanker wurde beschädigt.
Danach wandten sich die Japaner gegen Neuguinea. Ausgangsbasis war Rabaul.
Der nächste Angriff erfolgte am 11. April durch 71 Jäger und 21 Sturzkampfbomber auf die Oro-Bucht mit dem Verlust von 2 Jägern und 4 Bombern. Ein alliierter Frachter wurde versenkt; ein weiterer Frachter und ein Minenräumer wurden beschädigt.
Am 12. April war Port Moresby das Ziel von 131 Zero-sen und 44 Horizontalbombern des Typs Mitsubishi G4M. 2 Jäger und 6 Bomber wurden abgeschossen. Auf alliierter Seite gab es nur leichte Schäden.
Als letztes wurde am 14. April die Milne Bay angegriffen, wobei 52 Jäger und 37 Horizontalbomber das Flugfeld beim Dorf Rabi attackierten und 75 Jäger und 23 Sturzkampfbomber sich gegen die Schiffe in der Milne Bay wandten. Die Japaner verloren 2 Jäger und je 3 Horizontal- und Sturzkampfbomber. Ein alliierter Transporter sank und 2 weitere Schiffe wurden beschädigt.

## Ausgang

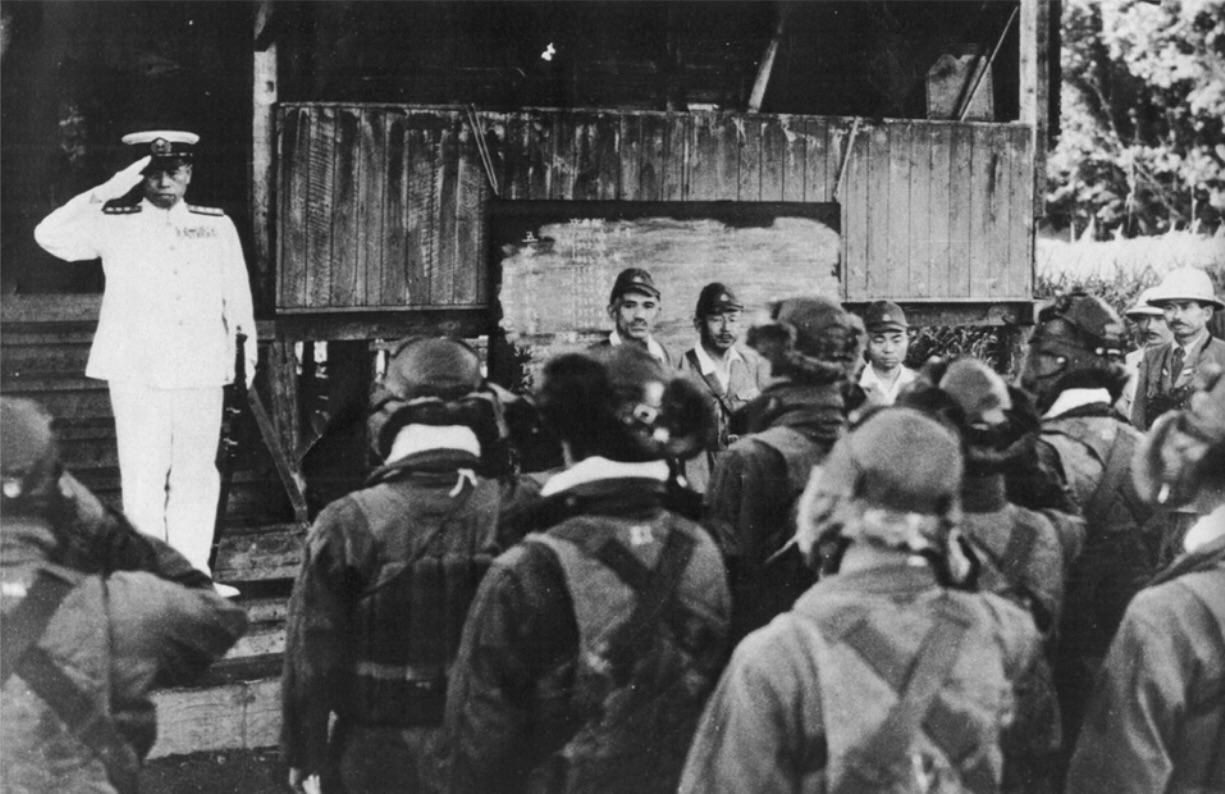
Admiral Yamamoto beim Salutieren an Flugzeugbesatzungen (das letzte Bild von ihm vor seinem Tod)

Am 16. April beendeten die Japaner die Operation, da nach ihrer Beurteilung genügend Erfolge erzielt worden waren. Diese Beurteilung beruhte jedoch auf weit übertriebenen Erfolgsmeldungen der Piloten. In Wirklichkeit hatten die Alliierten keine bedeutenden Verluste erlitten. Die Japaner hingegen verloren eine große Zahl schwer ersetzbarer Flugzeuge, wodurch die Operation de facto ein Fehlschlag war.
Admiral Yamamoto, der den eingesetzten Kräften für die vermeintlich erfolgreiche Operation danken wollte, starb am 18. April auf dem Weg zum Frontbesuch beim Abschuss seines Flugzeuges durch amerikanische Jagdflieger über Bougainville (Operation Vengeance).
Der Tod von Admiral Yamamoto, dem Planer des Angriffs auf Pearl Harbor und einem der fähigsten Köpfe der japanischen Marine, war für die Japaner ein schwerwiegender Verlust, dem weitere Rückschläge folgten wie die Landungen der Alliierten auf New Georgia und Rendova im Juni und den Seeschlachten im Kula-Golf und bei Kolombangara im Juli.